# Джеймс Кэрд (кратер)
Джеймс Кэрд (англ. James Caird) — небольшой марсианский ударный кратер, расположенный на плато Меридиана. Координаты кратера — 1°58′53″ ю. ш. 5°30′44″ з. д. / 1,9813917° ю. ш. 5,5123639° з. д.. Кратер посетил марсоход «Оппортьюнити» 18-19 марта 2005 года (408-409 сол). Диаметр кратера составляет порядка 14 метров. Внутри кратера присутствуют немногочисленные выходы горных пород. Кратер находится примерно в 620 м южнее от кратера Восток и в 1,9 км севернее кратера Эребус. Южнее него находятся два именных кратера, которые также посетил ровер — Викинг (в 850 м) и Вояджер (в 945 м). Исследования кратера ограничились его визуальным осмотром (научной ценности не представлял). Использовался в качестве ориентира для точного определения месторасположения марсохода на спутниковых снимках. Кратер неофициально назван в честь финансиста экспедиции Эрнеста Шеклтона к Антарктике на корабле «Эндьюранс» (эпоним марсианского кратера Эндьюранс).

Кратер Джеймс Кэрд, снятый с борта марсохода «Оппортьюнити».